# TeeFlii
TeeFlii, de son vrai nom Christian Jones, né le 17 juillet 1987 est un chanteur de RnB et rappeur américain, originaire de Los Angeles.

## Discographie

### Album studio
- 2015 : Starr

### Mixtapes
- 2012 : AnNieRuO'TAY 1
- 2013 : AnNieRuO'TAY 2: The Takeover
- 2013 : Fireworks
- 2013 : AnNieRuO'TAY 3: Who The Fuck Is Annie!?
- 2015 : AnnieRuO'TAY 4

### Singles
- 2013 : This D
- 2014 : 24 Hours (featuring 2 Chainz)
- 2014 : Change Your World

### Chansons en collaboration
- 2013 : YG - Sprung (featuring TeeFlii)
- 2014 : Dom Kennedy - Still Callin (featuring TeeFlii)
- 2014 : YG - Do It to Ya (featuring TeeFlii)